# Arne Berg (cyclisme)
Pour les articles homonymes, voir Arne Berg et Berg.
Arne Berg (né le 3 décembre 1909 à Ösmo et mort le 15 février 1997 à Årsta) est un coureur cycliste suédois. Il a participé aux Jeux olympiques de 1932 et de 1936. En 1932, il se classe vingtième de la course sur route, et obtient la médaille de bronze avec l'équipe de Suède, comprenant Bernhard Britz, troisième, et Sven Höglund, huitième. En 1936, il est le seul Suédois arrivant à bout de la course sur route, à la seizième place. L'équipe de Suède n'est donc pas classée.

## Palmarès
- 1931
  -  Champion de Suède sur route
  -  Champion de Suède du 100km contre-la-montre
- 1932
  -  Médaillé de bronze du contre-la-montre par équipes des Jeux olympiques
- 1933
  - Sex-Dagars
- 1934
  - Champion des Pays nordiques sur route
  - Champion des Pays nordiques sur route par équipes
  -  Champion de Suède du 150km contre-la-montre par équipes
- 1935
  -  Champion de Suède du 150km contre-la-montre par équipes
  - Porvoon Ajot
  - 3e du championnat des Pays nordiques du contre-la-montre
- 1936
  - Porvoon Ajot
- 1937
  -  Champion de Suède sur route par équipes
- 1938
  - Porvoon Ajot